# Beerschoten-Willinkshof

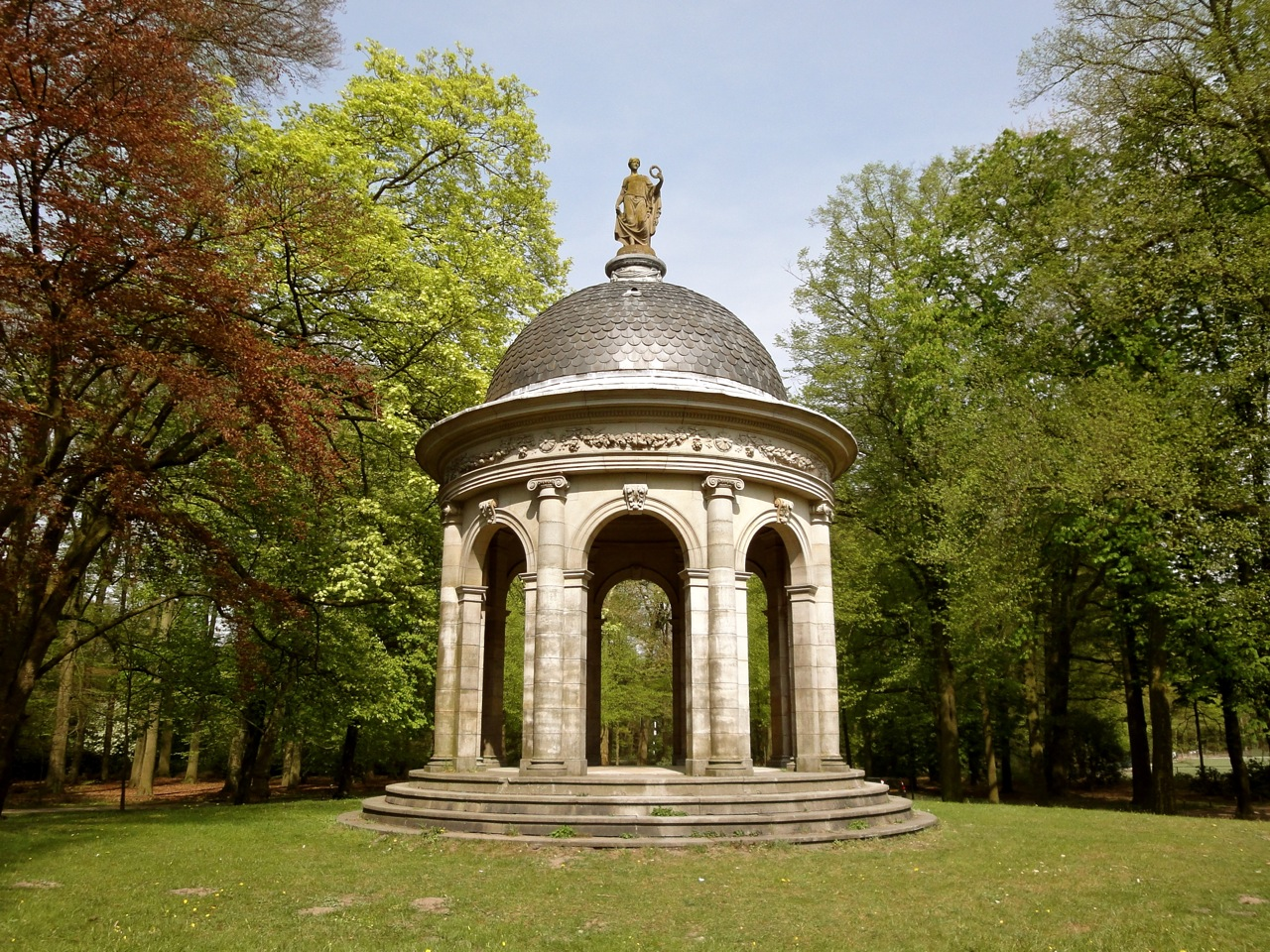
Folly

Beerschoten-Willinkshof is een landschappelijk aangelegd park aan de Hoofdstraat 21 van Driebergen-Rijsenburg. Het park ligt tussen de Hoofdstraat en de Arnhemsebovenweg, ten noorden van de A12. Aan de zijde van de Arnhemsebovenweg ligt een groot naaldloofbos. De toegang hier wordt gemarkeerd door gemetselde hekpalen met daarop de naam Beerschoten-Willinkshof.
Het park hoorde bij het landhuis Beerschoten dat in 1850 in opdracht van assuradeur A.C. Bouman werd gebouwd. Parkbos en omringende tuin werden aangelegd in landschapsstijl, naar ontwerp van J.D. Zocher jr. Het park bestaat uit boomgroepen, gazons, rododendronstruiken langs slingerpaden en een slingervijver met brug.
Door de verdiepte aanleg van het nabijgelegen NS station Driebergen-Zeist dreigde de fietsverbinding door het park naar dit station te verdwijnen. Om deze in stand te houden is er in 2020 een fiets- en voetgangersbrug over de eveneens verdiept aangelegde Hoofdstraat geplaatst die de naam van het park draagt. 
Op 12 oktober 2022 is het park door de gemeente Utrechtse Heuvelrug verkocht aan de stichting Utrechts Landschap. 

## Gebouwen
De familie Willink had hun enig kind verloren en legateerden de buitenplaats aan de gemeente Driebergen. Voorwaarde daarbij was dat het huis zou worden afgebroken en het park en het aan de overkant gelegen hertenkamp als openbare wandelplaats zou gaan dienen. Uit dank voor de schenking liet de toenmalige gemeente Driebergen in 1889 op de plek van het huis een koepel oprichten. Het is een ontwerp van de Amsterdamse architect C.B. Posthumus Meyjes sr. en ook de Amsterdamse beeldhouwers Pierre E. van den Bossche en Willem Crevels waren bij de bouw betrokken. Posthumus Meyes werd bij het ontwerp geïnspireerd door de "Temple de l’Amour" bij het paleis Trianon van Marie Antoinette te Versailles. De kleine ronde tempel is een rijksmonument. Het neoclassicistische tuintempeltje staat op een lichte verhoging en biedt zicht op de overtuin, het hertenkamp en het padenstelsel dat aansluit op dat van de Reehorst. 
Het koetshuis bij de slingervijver dateert uit ongeveer 1880. Bij de ingang aan de Arnhemsebovenweg staat een voormalige dienstwoning.
Een deel van het park is naderhand veranderd in hockeyvelden. De velden worden door een hek van de rest van het park gescheiden. 